# Гильберт, Давид
Дави́д Ги́льберт (нем. David Hilbert; 23 января 1862 — 14 февраля 1943) — немецкий математик-универсал, внёс значительный вклад в развитие многих областей математики. Член многих академий наук, в том числе Берлинской, Гёттингенской, Лондонского королевского общества, иностранный почётный член Академии наук СССР (1934). Лауреат премии имени Н. И. Лобачевского (1903). В 1910—1920-е годы (после смерти Анри Пуанкаре) был признанным мировым лидером математиков.
Гильберт разработал широкий спектр фундаментальных идей во многих областях математики. Наиболее известны его первая полная аксиоматика евклидовой геометрии и теория гильбертовых пространств, одна из основ современного функционального анализа. Он внёс значительный вклад в теорию инвариантов, общую алгебру, математическую физику, интегральные уравнения и основания математики.

## Биография

### Ранние годы и обучение
Родился в семье судьи Отто Гильберта, в городке Велау близ Кёнигсберга в Пруссии (после Второй мировой войны — российский посёлок Знаменск Калининградской области). У родителей, кроме Давида, была ещё младшая дочь Элиза.
В 1880 году юноша окончил гимназию Вильгельма (Wilhelm Gymnasium) и сразу поступил в Кёнигсбергский университет, где подружился с Германом Минковским и Адольфом Гурвицем. Вместе они часто совершали долгие «математические прогулки», где деятельно обсуждали решение научных проблем; позднее Гильберт узаконил такие прогулки как неотъемлемую часть обучения своих студентов.
В 1885 году Гильберт защитил диссертацию по теории инвариантов, научным руководителем которой был Линдеман, а в следующем году стал профессором математики в Кёнигсберге (ординарный профессор с 1892 года). К чтению лекций Гильберт относился чрезвычайно добросовестно и со временем заслужил репутацию блестящего преподавателя.
В 1888 году Гильберт сумел решить «проблему Гордана», часто называемую «основной теоремой теории инвариантов», и доказал существование базиса для любой системы инвариантов (сам Гордан смог доказать только частный случай теоремы для бинарных форм). Доказательство Гильберта было неконструктивно (он доказал существование базиса, но не указал, как его можно реально построить) и вызвало критику; тем не менее фундаментальные открытия Гильберта в теории инвариантов выдвинули его в первые ряды европейских математиков.
В 1892 году Гильберт женился на Кете Ерош (Käthe Jerosch, 1864—1945). В следующем году родился их единственный сын, Франц (1893—1969), оказавшийся душевнобольным.

### Гёттинген (1895—1915)

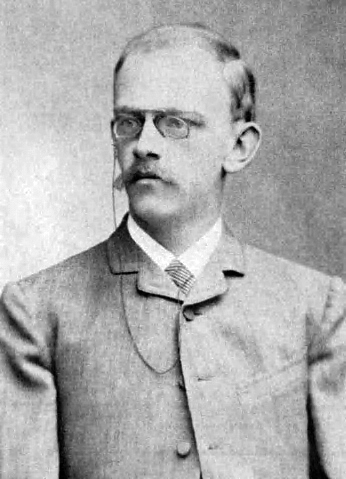
Давид Гильберт в 1886 г.

В 1895 году по приглашению Феликса Клейна Гильберт перешёл в Гёттингенский университет и занял кафедру, которую в своё время занимали Гаусс и Риман. На этой должности он оставался 35 лет, фактически до конца жизни.
В 1897 году вышла в свет классическая монография «Zahlbericht» («Отчёт о числах») по теории алгебраических чисел. Далее Гильберт, по своему обыкновению, резко изменил тематику своих исследований и в 1899 году опубликовал «Основания геометрии», также ставшие классическими.
В 1900 году на Втором Международном математическом конгрессе Гильберт сформулировал знаменитый список двадцати трёх нерешённых проблем, послуживший направляющим указателем приложения усилий математиков на протяжении всего XX века. Полемизируя с Пуанкаре и другими интуиционистами, Гильберт также кратко обозначил свою научную философию. Он заявил, что любой непротиворечивый математический объект имеет право считаться существующим, даже если у него нет ни связи с реальными объектами, ни интуитивного обоснования (особо жаркие споры в тот период вызывали революционные конструкции теории множеств). Он выразил уверенность, что любая математическая проблема может быть решена, и предложил приступить к аксиоматизации физики.
С 1902 года Гильберт — редактор самого авторитетного математического журнала «Mathematische Annalen». В 1910-х годах Гильберт создал в современном виде функциональный анализ, введя понятие, получившее название гильбертова пространства, которое обобщает евклидово пространство на бесконечномерный случай. Эта теория оказалась исключительно полезной не только в математике, но и во многих естественных науках — квантовой механике, кинетической теории газов и других.
После начала в 1914 году Первой мировой войны Гильберт отказался подписать «манифест девяносто трёх» в поддержку действий германских войск (среди подписавших были такие крупные учёные, как Вильгельм Вин, Феликс Клейн, Филипп Ленард, Вальтер Нернст, Макс Планк, Вильгельм Рентген). Интернациональную позицию Гильберт занимал на протяжении всей войны; так, в 1917 году он, вопреки протестам националистов, опубликовал некролог французского математика Гастона Дарбу. Благодаря этому после войны репутация Гильберта не пострадала, и в 1928 году его встретили общей овацией на Восьмом Международном конгрессе математиков в Болонье.

### Последние годы (1915—1943)
В 1915 году Гильберт консультировал Эйнштейна и помог ему в завершении вывода уравнений поля общей теории относительности.
В 1920-х годах Гильберт и его школа сосредоточили усилия на построении формально-логического аксиоматического обоснования математики. В 1930 году, в соответствии с уставом университета, 68-летний Гильберт ушёл в отставку, хотя время от времени читал лекции студентам (последнюю лекцию в Гёттингене Гильберт прочитал в 1933 году). Неприятным сюрпризом стали две теоремы Гёделя (1931), означавшие бесперспективность формально-логического подхода к основаниям математики. Гильберт, однако, сохранил оптимизм и заявил: «Любая теория проходит три фазы развития: наивную, формальную и критическую».

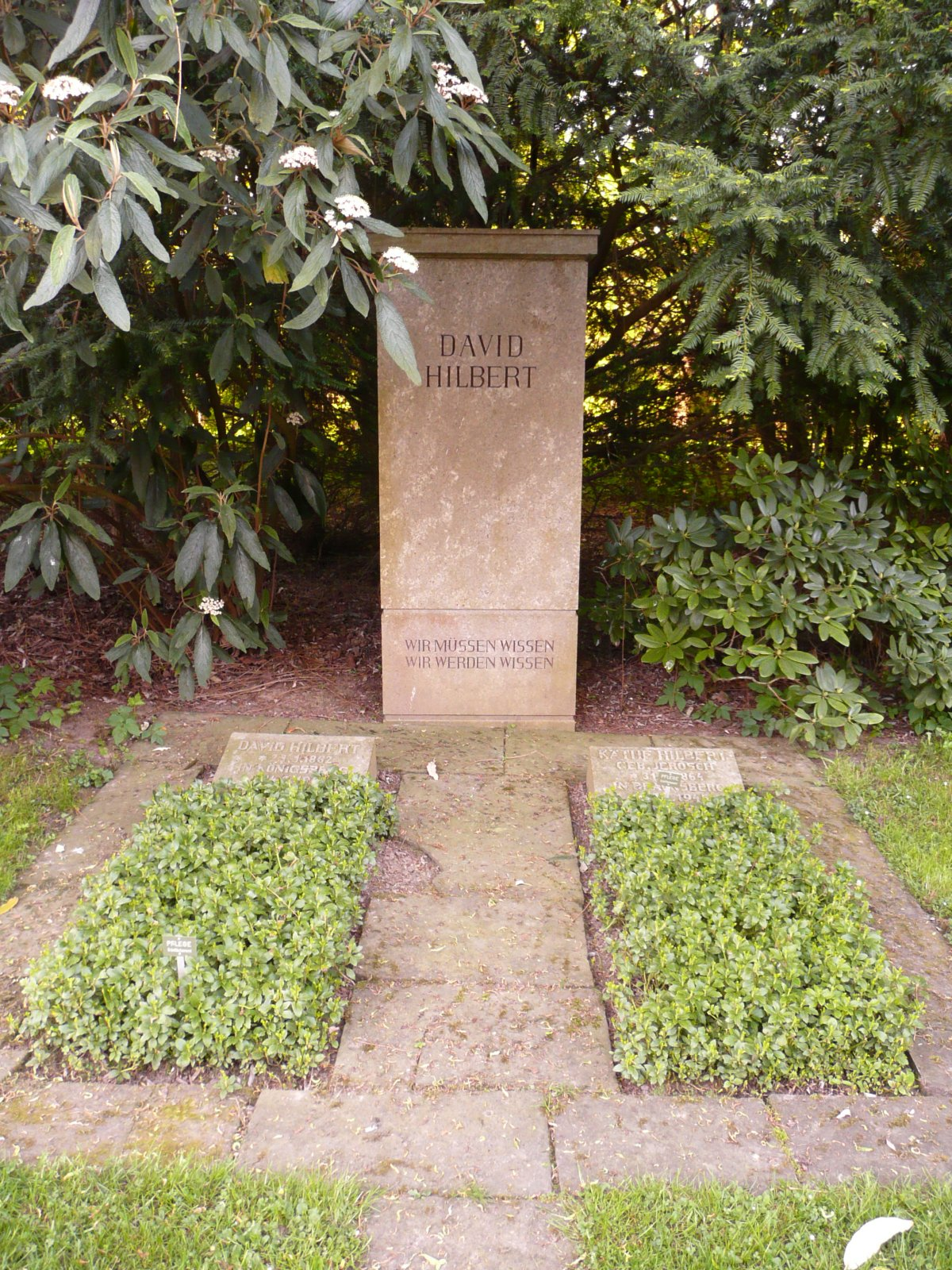
Могила Гильберта в Гёттингене. В качестве эпитафии на ней высечен любимый афоризм Гильберта: «Мы должны знать — мы будем знать»
WIR MÜSSEN WISSEN
WIR WERDEN WISSEN

После прихода национал-социалистов к власти в Германии жил в Гёттингене в стороне от университетских дел. Многие его коллеги, имевшие недостаточно «арийских» предков или родственников, были вынуждены эмигрировать (в том числе близкие друзья Гильберта Герман Вейль и Пауль Бернайс). Было создано общество «Немецкая математика» во главе с активными нацистами Людвигом Бибербахом и Теодором Фаленом, которые симпатизировали интуиционистам и отвергали теорию множеств (возможно также, за использование еврейских символов). Однажды Бернхард Руст, нацистский министр образования, спросил Гильберта: «Как теперь математика в Гёттингене, после того как она освободилась от еврейского влияния?» Гильберт уныло ответил: «Математика в Гёттингене? Её больше нет» (нем. …das gibt es doch gar nicht mehr).
В 1934 году Гильберт опубликовал (совместно с Бернайсом) первый том монографии «Основания математики», где признал необходимость расширить список допустимых логических средств (добавив некоторые трансфинитные инструменты). Два года спустя Герхард Генцен, действительно, с помощью трансфинитной индукции доказал непротиворечивость арифметики, но этим прогресс ограничился. Формально-логический подход оказался ценным вкладом в математическую логику и теорию доказательств, но в целом не оправдал надежд Гильберта.
Умер Гильберт 14 февраля в военном 1943 году в Гёттингене. За его гробом шло всего около десятка человек. Похоронен на городском кладбище Гёттингена Groner Landstrasse.

## Научная деятельность
Исследования Гильберта оказали большое влияние на развитие многих разделов математики, а его деятельность в Гёттингенском университете в значительной мере содействовала тому, что Гёттинген в первой трети XX века являлся одним из основных мировых центров математической мысли. Диссертации большого числа крупных математиков (среди них Г. Вейль, Р. Курант) были написаны под его научным руководством.
Научная биография Гильберта отчётливо распадается на периоды, посвящённые работе в какой-либо одной области математики:
- Теория инвариантов (1885—1893).
- Теория алгебраических чисел (1893—1898).
- Основания геометрии (1898—1902).
- Принцип Дирихле (математическая физика) и примыкающие к нему проблемы вариационного исчисления и дифференциальных уравнений (1900—1906).
- Теория интегральных уравнений (1902—1912).
- Решение проблемы Варинга в теории чисел (1908—1909).
- Математическая физика (1910—1922).
- Основания математики (1922—1939).

### Математика
В теории инвариантов исследования Гильберта явились завершением периода бурного развития этой области математики во второй половине XIX века. Им доказана основная теорема о существовании конечного базиса системы инвариантов.
Работы Гильберта по теории алгебраических чисел преобразовали эту область математики и стали исходным пунктом её последующего развития. В своём классическом обзоре он дал глубокое и содержательное изложение данного материала. Усилиями немецких математиков — Дирихле, Куммера, Кронекера, Дедекинда, затем Нётер и Минковского — была создана законченная теория делимости для числовых полей, основанная на понятиях идеала и простого идеала. Однако открытым оставался вопрос, что происходит с простым идеалом поля при включении его в «надполе», и в связи с этой трудной проблемой Гильберт ввёл ряд важных новых понятий, сформулировал и частично доказал основные относящиеся сюда результаты. Полное их доказательство и дальнейшее развитие стало делом некоторых из самых выдающихся его последователей.
В развитии теории алгебраических полей фундаментальную роль сыграла монография Гильберта «Теория полей алгебраических чисел», на десятилетия ставшая основой последующих исследований по этой теме. Среди собственных открытий Гильберта выделяется его развитие теории Галуа, в том числе важная «90-я теорема».
Данное Гильбертом решение проблемы Дирихле положило начало разработке так называемых прямых методов в вариационном исчислении.
Построенная Гильбертом теория интегральных уравнений с симметричным ядром составила одну из основ современного функционального анализа и особенно спектральной теории линейных операторов.
Гильберт сразу показал себя убеждённым сторонником канторовской теории множеств и защищал её от критики многочисленных противников. Он говорил: «Никто не изгонит нас из рая, созданного Кантором». Сам Гильберт, впрочем, эту область не разрабатывал, хотя косвенно затрагивал в трудах по функциональному анализу.

### Обоснование математики
Классические «Основания геометрии» Гильберта (1899) стали образцом для дальнейших работ по аксиоматическому построению геометрии. Хотя идея построения модели одной математической структуры на базе другой использовалась и до Гильберта (например, У. Р. Гамильтоном), только Гильберт реализовал её с исчерпывающей полнотой. Он не только дал полную аксиоматику геометрии, но также детально проанализировал эту аксиоматику, доказав (с помощью ряда остроумных моделей) независимость каждой из своих аксиом. Гильберт также создал метаматематику и чётко обозначил требования к идеальной аксиоматической теории: непротиворечивость, полнота, независимость аксиом. Формализм Гильберта вызвал враждебную критику ряда крупных математиков, включая Фреге и Пуанкаре, которые придерживались интуиционистских позиций и считали, что аксиомы должны быть интуитивными истинами, а любой другой подход есть «шарлатанство».
К 1922 году у Гильберта сложился значительно более обширный план обоснования всей математики (или хотя бы значительного, общепринятого фрагмента) путём её полной формализации с последующим «метаматематическим» доказательством непротиворечивости формализованной математики. Для осуществления этой программы Гильберт, продолжая работы Фреге, разработал строгую логическую теорию доказательств, с помощью которой непротиворечивость математики свелась бы к доказательству непротиворечивости арифметики. При этом Гильберт использовал только общепризнанные логические средства (логику первого порядка). Его программа оказалась невыполнимой, как впоследствии установил К. Гёдель (1931, см. Теорема Гёделя о неполноте), но послужила значительным стимулом к развитию математической логики.
Два тома «Оснований математики», написанных Гильбертом совместно с П. Бернайсом, в которых эта концепция подробно развивается, вышли в 1934-м и 1939-м годах. Первоначальные надежды Гильберта в этой области не оправдались: проблема непротиворечивости формализованных математических теорий оказалась глубже и труднее, чем Гильберт предполагал сначала, и понятие истинности не удалось свести к логической выводимости. Кроме упомянутых выше теорем Гёделя, гибельными ударами по программе Гильберта стали результаты Гёделя и Тарского (1931—1933) о невозможности для формальной теории определить собственное понятие истины, отличное от простой выводимости, а также теорема Лёвенгейма — Скулема, согласно которой финитные теории первого порядка слишком слабы, чтобы контролировать кардинальное число своих моделей (в логике второго порядка положение иное). Тезис Чёрча — Тьюринга, обсуждавшийся в этот же период, ограничил логику первого порядка и в вопросе алгоритмической вычислимости.
Но вся дальнейшая работа над логическими основами математики в значительной мере идёт по пути, намеченному Гильбертом, и использует созданные им концепции.
Считая с логической точки зрения необходимой полную формализацию математики, Гильберт в то же время верил в силу творческой математической интуиции. Он был большим мастером в высшей степени наглядного изложения математических теорий. В этом отношении замечательна «Наглядная геометрия», написанная Гильбертом совместно с С. Кон-Фоссеном. Вместе с тем Гильберт был решительным противником попыток интуиционистов ввести ограничения на математическое творчество (например, запретить теорию множеств, аксиому выбора или даже закон исключённого третьего). Эта позиция породила в научной среде дискуссию, в ходе которой теорию доказательств Гильберта (особенно после упомянутых выше работ Гёделя) часть математиков обвиняла в бессодержательности и называли пустой игрой с формулами.
Для творчества Гильберта характерны уверенность в неограниченной силе человеческого разума, убеждение в единстве математической науки и единстве математики и естествознания. Собрание сочинений Гильберта, изданное под его наблюдением (1932—1935), кончается статьёй «Познание природы», а эта статья — лозунгом «Мы должны знать — мы будем знать» (Wir müssen wissen. Wir werden wissen.). Это антитеза изречению Э. Дюбуа-Реймона, стоявшего на философских позициях непознаваемости: «Мы не знаем — мы не узнаем» («Ignoramus — ignorabimus»).

### Физика
В физике Гильберт был сторонником строгого аксиоматического подхода и считал, что после аксиоматизации математики необходимо будет проделать эту процедуру с физикой. Наиболее известным вкладом Гильберта в физику является вывод уравнений поля — основных уравнений общей теории относительности (ОТО), проведённый им в ноябре 1915 года практически одновременно с Эйнштейном (см. об этом: Гильберт и уравнения гравитационного поля). Кроме того, неоспоримо существенное влияние Гильберта на Эйнштейна в период их параллельной работы над выводом этих уравнений — оба находились в этот период в интенсивной взаимно-полезной переписке, существенно ускорившей успешное завершение создания ОТО. Гильберт первым использовал при выводе этих уравнений вариационный метод, ставший впоследствии одним из основных в теоретической физике. Очевидно, это был первый в истории физики случай, когда неизвестные до этого уравнения фундаментальной теории были получены таким путём (по крайней мере, если говорить о подтвердившихся теориях). Других работ в области ОТО у Гильберта практически не было — он с самого начала рассматривал ОТО как шаг к созданию «всеобщей теории материи» на основе идей Густава Ми и пробовал работать в этом направлении, но без особого успеха, и вскоре оставил эту тему.
Представляет интерес также следующий случай: в 1926 году после создания матричной квантовой механики Макс Борн и Вернер Гейзенберг решили проконсультироваться у Гильберта, существует ли область математики, в которой применялся бы подобный формализм. Гильберт ответил им, что с похожими матрицами он встречался, когда разбирал вопросы существования решений дифференциальных уравнений второго порядка в частных производных. Физикам показалось, что математик их не понял, и они решили не изучать далее этот вопрос. Менее чем через полгода Эрвин Шрёдингер создал волновую квантовую механику, основное уравнение которой — уравнение Шрёдингера — является уравнением второго порядка в частных производных, и доказал эквивалентность обоих подходов: старого матричного и нового волнового.

## Ученики
Среди прямых учеников Гильберта в Гёттингене были:
- Отто Блюменталь
- Герман Вейль
- Рихард Курант
- Эмануил Ласкер, шахматный чемпион
- Джон фон Нейман (который был также его ассистентом)
- Эрнст Цермело
- Гуго Штейнгауз

и другие. Намного больше круг учёных, которые считали себя его учениками, в их числе, например, Эмми Нётер и Алонзо Чёрч. В общей сложности Гильберт был научным руководителем у 69 аспирантов, защитивших докторские диссертации. Интересен его отзыв об одном из аспирантов, бросившем математику и «переквалифицировавшемся» в поэты: «Это хорошо, у него было слишком мало фантазии для математика».

## Оценки и личные качества
Современники вспоминают Гильберта как человека жизнерадостного, чрезвычайно общительного и доброжелательного, отмечают его исключительное трудолюбие и научный энтузиазм.
Известные математики отзывались о роли Давида Гильберта в математике так:
Герман Вейль :
 Наше поколение не выдвинуло ни одного математика, который мог бы сравниться с ним… Пытаясь разглядеть сквозь завесу времени, какое будущее нам уготовано, Гильберт поставил и рассмотрел двадцать три нерешённые проблемы, которые… действительно сыграли важную роль в развитии математики на протяжении последующих сорока с лишним лет. Любой математик, решивший одну из них, занимал почётное место в математическом сообществе.
 Мы, математики, часто оцениваем свои успехи мерой того, какие из гильбертовых проблем удалось ещё решить.
Макс фон Лауэ: 
В моих воспоминаниях этот человек остался таким гением, равного которому я никогда не видел.
Пётр Новиков: 
Идеи Гильберта были переломным моментом в вопросах оснований математики и началом нового этапа в развитии аксиоматического метода.
Норберт Винер: 
Гильберт словно олицетворял собой лучшие традиции великих гениев прошлого… Необычайно острое абстрактное мышление сочеталось у него с поразительным умением не отрываться от конкретного физического смысла проблемы.
Жан Дьёдонне: 
Возможно, Гильберт глубже влиял на математический мир не столько своими гениальными открытиями, сколько строением своего ума; он научил математиков мыслить аксиоматически, то есть стремиться каждую теорему свести к строжайшей логической схеме… Со своей интеллектуальной, всё более требовательной честностью, в страстной потребности понять, в неутомимом стремлении ко всё более единой, всё более чистой, лишённой лишнего науке Гильберт поистине воплощал идеал математика для межвоенного поколения.
Рихард Курант: 
Д. Гильберт был одним из поистине великих математиков своего времени. Его труды и вдохновенная личность учёного доныне оказывают глубокое влияние на развитие математических наук. Проницательная интуиция Гильберта, творческая мощь и неповторимая оригинальность мышления, широта и разнообразие интересов сделали его первооткрывателем во многих разделах математики. Он представлял собой уникальную личность, глубоко погружённую в собственную работу и полностью преданную науке, это был учитель и руководитель высшего класса, который умел вдохновлять и поддерживать, не знал усталости и был настойчив во всех своих устремлениях.

## Память
В 1970 г. Международный астрономический союз присвоил имя Гильберта кратеру на обратной стороне Луны.

## Награды и почести
- Член-корреспондент Берлинской Академии наук (с 1913).
- Премия имени Н. И. Лобачевского (1903), Казанское физико-математическое общество.
- Премия Понселе (1903), Французская академия наук.
- Медаль Котениуса (1906), Леопольдина.
- Премия Бойяи (1910), Венгерская академия наук.
- Почётный гражданин Кёнигсберга (1930).
- В честь учёного названа улица в Гёттингене (Гильбертштрассе).

Был избран иностранным членом многих академий наук, в том числе иностранным член-корреспондентом РАН (1922) и иностранным почётным членом АН СССР (1934).

## Труды в русском переводе
- Гильберт Д. Избранные труды: в 2 т. // Под ред. А. Н. Паршина. — М.: Факториал, 1998. — ISBN 5-88688-028-3
  - Т. 1: Теория инвариантов. Теория чисел. Алгебра. Геометрия. Основания математики. — 575 с. — ISBN 5-88688-029-1.
  - Т. 2: Анализ. Физика. Проблемы Гильберта. Personalia. — 607 с. — ISBN 5-88688-039-5 (ошибоч.).
- Гильберт Д. Основания геометрии Архивная копия от 28 июля 2011 на Wayback Machine. М.-Л.: Гостехиздат, 1948. — Серия: Классики естествознания.
- Гильберт Д., Аккерман В. Основы теоретической логики. М.: Издательская группа URSS, 2010, 304 с. ISBN 978-5-484-01144-5.
- Гильберт Д., Бернайс П. Основания математики. М.: Наука.
  - Том I. Логические исчисления и формализация арифметики. 1979, 560 c.
  - Том II. Теория доказательств. 1982, 656 с.
- Гильберт Д., Кон-Фоссен С. Наглядная геометрия, М.-Л., ОНТИ, 1936. — 304 с. Переиздание: Гостехиздат (1951), Едиториал УРСС (2010).
- Курант Р., Гильберт Д. Методы математической физики. Том I, 1933. Том II, 1945.